# Chrysobothris viridiceps
Chrysobothris viridiceps es una especie de escarabajo del género Chrysobothris, familia Buprestidae. Fue descrita científicamente por Melsheimer en 1845.
Los machos miden entre 7.2–11.0 mm y las hembras entre 7.9–12.4 mm.

## Distribución y hábitat
Este de Estados Unidos y sur de Canadá, hacia el oeste hasta la División Continental. Asociada principalmente con Quercus (robles), también criada a partir de Carya (nogales), Prosopis (mezquites) y Ulmus (olmos).